# Temporada do Sporting Clube de Portugal de 1963–64
Este artigo mostra as estatísticas do Sporting Clube de Portugal nas competições e jogos que disputou durante a temporada 1963-64.

## Resumo
Na temporada 1963-1964, os leões, treinados por Anselmo Fernandez, terminaram o campeonato em terceiro lugar. Na Taça de Portugal, o Sporting foi derrotado pelo Vitória Futebol Clube. Na Taça das Taças, os verdes e brancos triunfaram na final contra o MTK. Morais marcou o golo da vitória diretamente de um canto, que ficou famoso como cantinho do Morais. O Sporting venceu assim o seu primeiro e único título europeu, mas é também a única equipa lusitana que triunfou na Taça dos Vencedores das Taças. Além disso, com a vitória por 16-1 sobre o APOEL, os leões estabeleceram o seu melhor recorde de vitórias na Europa, bem como o recorde do maior número de golos marcados num jogo europeu.

## Jogadores
| Nat.         | Nome               |              |
| Guarda-redes | Guarda-redes       | Guarda-redes |
| ------------ | ------------------ | ------------ |
| Portugal     | Carvalho           |              |
| Portugal     | José Barroca       |              |
| Portugal     | Libânio            |              |
| Portugal     | Manuel Pais        |              |
| Defesas      |                    |              |
| Portugal     | Alexandre Baptista |              |
| Portugal     | Alfredo Moreira    |              |
| Portugal     | Álvaro Alexandre   |              |
| Portugal     | Pedro Gomes        |              |
| Portugal     | Saturnino          |              |
| Portugal     | Morais             |              |
| Portugal     | Hilário Conceição  |              |
| Portugal     | Mário Lino         |              |
| Portugal     | José Carlos        |              |
| Portugal     | Lúcio Soares       |              |
| Médios       |                    |              |
| Brasil       | Géo Carvalho       |              |
| Portugal     | David Júlio        |              |
| Portugal     | José Perides       |              |
| Portugal     | Fernando Mendes    |              |
| Brasil       | Osvaldo Silva      |              |
| Brasil       | Augusto Martins    |              |
| Angola       | Mascarenhas        |              |
| Portugal     | Louro              |              |
| Avançados    |                    |              |
| Brasil       | Durval Carvalho    |              |
| Portugal     | José Monteiro      |              |
| Portugal     | Ferreira Pinto     |              |
| Portugal     | Figueiredo         |              |
| Brasil       | Bé                 |              |
| Portugal     | José Maria         |              |